# Altglashütten
Altglashütten is een dorp in Baden-Württemberg (Duitsland). Het behoort tot de gemeente Feldberg. Het dorp heeft een skipiste, vier restaurants, een bank en benzinestation. Het ligt aan de Bundesstraße 500. 

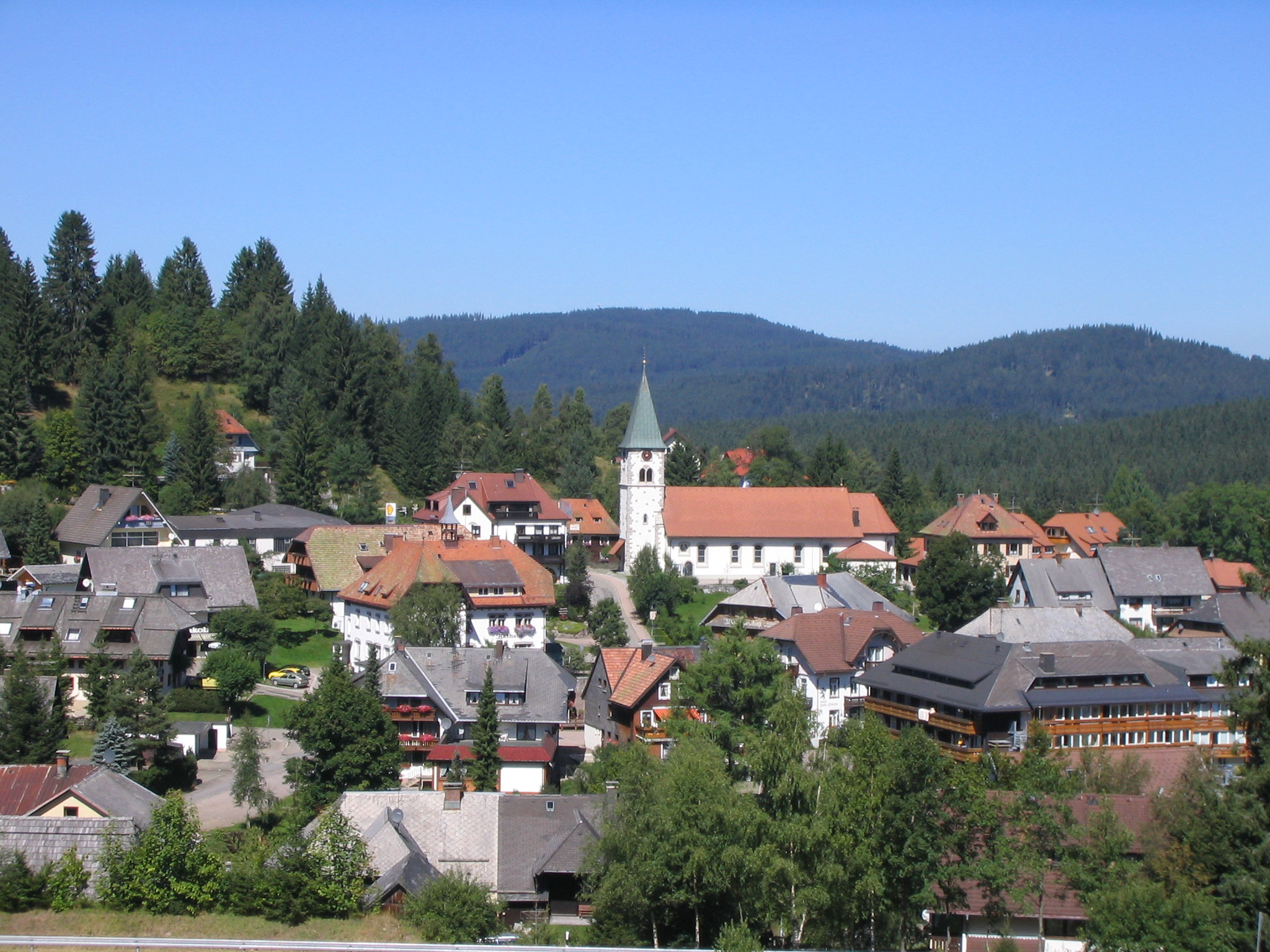
Altglashütten